# Soba, Spanien
Soba är en kommun i Spanien. Den ligger i den autonoma regionen Kantabrien i norra delen av landet, 300 km norr om huvudstaden Madrid. Antalet invånare är 1 076 (2024). Arean är 214,45 kvadratkilometer. Soba gränsar till San Roque de Riomiera, Ruesga, Arredondo, Ramales de la Victoria, Karrantza Harana / Valle de Carranza, Lanestosa, Villasana de Mena, Merindad de Montija och Espinosa de los Monteros. 